# Forcipomyia fijiensis
Forcipomyia fijiensis är en tvåvingeart som först beskrevs av John William Scott Macfie 1945.  Forcipomyia fijiensis ingår i släktet Forcipomyia och familjen svidknott.
Artens utbredningsområde är Fiji. Inga underarter finns listade i Catalogue of Life.